# 行修
行修（ぎょうしゅう、生没年不明）は、奈良時代の大安寺僧。

## 人物
宝亀年間（770年 - 781年）に、大安寺の大寺主大法師を務めた。『仏説大方広十輪経』巻一・三・七の奥書に名前があるという。